# Nods (Frankrijk)
Nods is een plaats en voormalige gemeente in het Franse departement Doubs in de regio Bourgogne-Franche-Comté en telt 411 inwoners (1999).
Op 1 januari 2016 fuseerden de gemeenten van het gemeentelijk samenwerkingsverband communauté de communes des Premiers Sapins tot de gemeente Les Premiers-Sapins, waarvan Nods de hoofdplaats werd. Deze gemeente maakt deel uit van het arrondissement Pontarlier.

## Geografie
De oppervlakte van Nods bedraagt 11,8 km², de bevolkingsdichtheid is 34,8 inwoners per km².
De onderstaande kaart toont de ligging van Nods (Frankrijk) met de belangrijkste infrastructuur en aangrenzende gemeenten.

## Demografie
Onderstaande figuur toont het verloop van het inwonertal.
Athose · Chasnans · Hautepierre-le-Châtelet · Nods · Rantechaux · Vanclans